# Urbain Bruan Aascow
A.-H. Aascow, médecin danois, mort vers 1780.
Il a publié un Journal d'observations sur les maladies qui régnèrent à bord de la flotte danoise chargée de bombarder Alger en 1770.
« Urbain Bruan Aascow », Charles Weiss, Biographie universelle, ou Dictionnaire historique contenant la nécrologie des hommes célèbres de tous les pays, 1841 [détail des éditions].